# Asrikdzhyrdakhan
Asrikdzhyrdakhan (ryska: Асрик_джырдахан) är en ort i Azerbajdzjan.   Den ligger i distriktet Tovuz Rayonu, i den västra delen av landet, 400 kilometer väster om huvudstaden Baku. Asrikdzhyrdakhan ligger 772 meter över havet och antalet invånare är 2 154.
Terrängen runt Asrikdzhyrdakhan är kuperad, och sluttar norrut. Runt Asrikdzhyrdakhan är det ganska tätbefolkat, med 78 invånare per kvadratkilometer.. Närmaste större samhälle är Ash-Kushchu, 11,3 kilometer norr om Asrikdzhyrdakhan.
Trakten runt Asrikdzhyrdakhan består till största delen av jordbruksmark.